# Grande Chartreuse
Il monastero della Grande Chartreuse è la casa madre dell'ordine dei Certosini. Si trova nelle Alpi francesi, nel comune di Saint-Pierre-de-Chartreuse (dipartimento dell'Isère), circa 30 km a nord di Grenoble. È situato a circa 1190 metri di altitudine, ai piedi del Grand Som, quarta cima per altezza del massiccio della Chartreuse. Come primo insediamento dell'ordine, esso è il prototipo dello spazio monastico certosino, anche se a partire dal XIII secolo l'ordine si è adattato anche a siti urbani, di pianura o persino in riva al mare.
In conformità alla regola certosina, il monastero non è visitabile; tuttavia è stato allestito un museo più a valle, nella vicina località di Correrie, che comprende anche una ricostruzione delle celle dei monaci.

## Storia

### Il primo monastero
Alle origini della Grande Chartreuse (e dell'ordine certosino) vi fu il desiderio di san Bruno di Colonia e di sei compagni (Lanuino, Stefano di Bourg, Stefano di Die, Ugo il cappellano, e i conversi Andrea e Guarino) di fondare un monastero in un luogo solitario. Nella primavera del 1084 essi si rivolsero al vescovo di Grenoble Ugo di Châteauneuf, che, ispirato da una visione avuta in sogno (sette stelle che indirizzavano sette pellegrini a una valle solitaria) li guidò in quello che da allora sarà chiamato "deserto di Chartreuse" a causa del suo isolamento: una valle corta, chiusa a nord dal passo di Ruchère e a sud dalla valle di Guiers Mort, dominata dalla vetta del Grand Som mille metri più in alto. Bruno e i suoi compagni si stabilirono in questo luogo totalmente disabitato, adatto alla vita di preghiera e solitudine che essi desideravano condurre.
Nel 1090 papa Urbano II, già allievo di Bruno alla scuola della cattedrale di Reims, lo chiamò a Roma come suo consigliere. A malincuore, Bruno lasciò la giovane comunità, che, privata della sua guida, rischiò di disperdersi. Dopo alcuni mesi di difficoltà, tuttavia, il gruppo si riorganizzò sotto la guida di Lanuino.
Il nuovo monastero era diviso in due parti distanti quattro chilometri: quella inferiore, Correrie (la "casa bassa"), ospitava la comunità dei fratelli e alcune officine; nell'insediamento superiore (la "casa alta") vivevano il priore e la comunità dei padri, e insieme a loro uno o due fratelli.

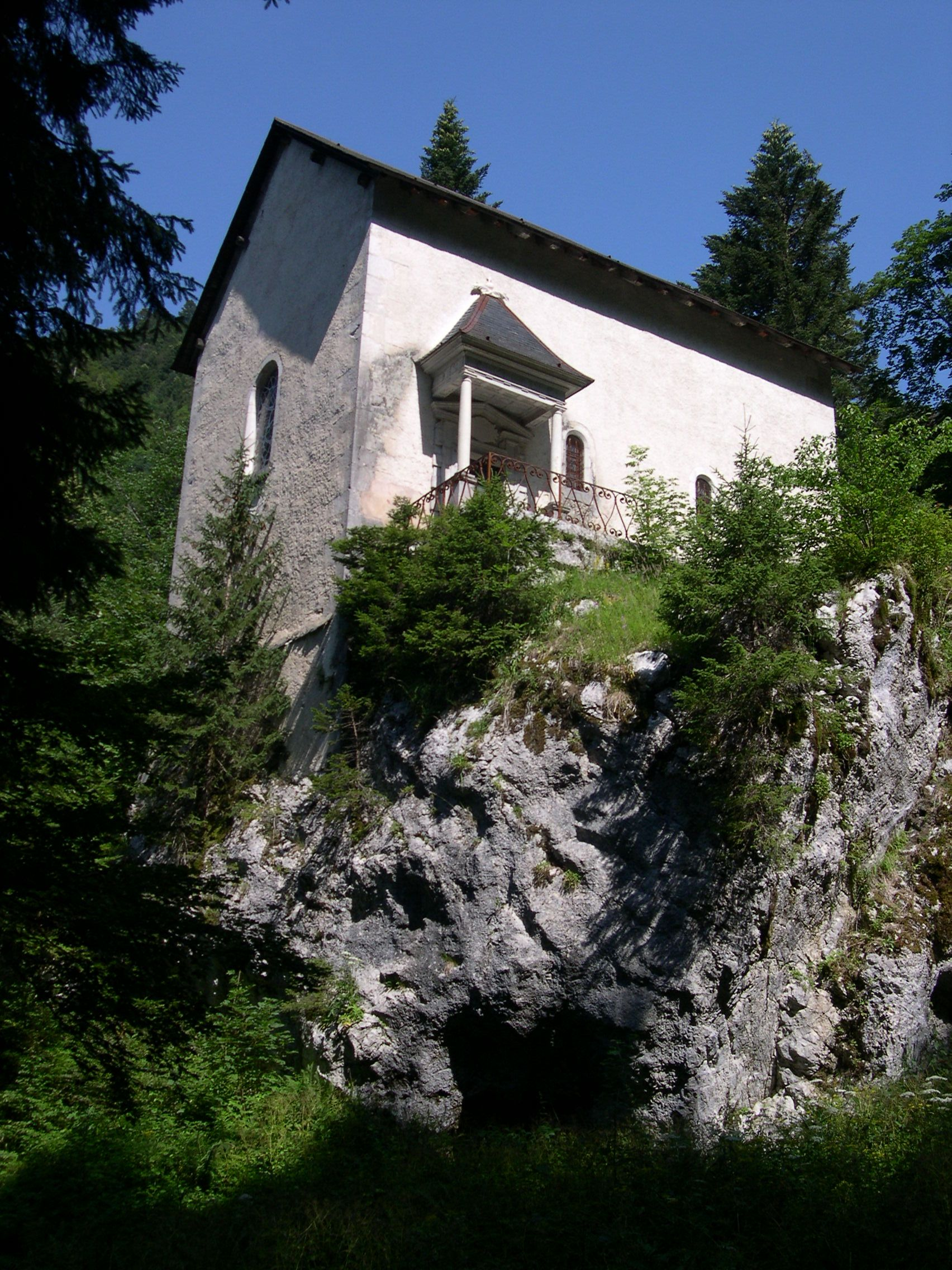
La cappella di San Bruno

Nulla resta oggi di questo primo monastero, la cui parte superiore si trovava due chilometri più in alto dell'attuale. Si suppone che le prime costruzioni fossero in legno; solo la chiesa conventuale fu costruita in pietra. La più antica, ed unica, descrizione dell'insediamento si deve a Guiberto di Nogent intorno al 1114. Ben poco si sa della disposizione degli edifici, che senza dubbio doveva essere molto diversa dall'attuale, data la differente configurazione del terreno. Le celle dei monaci erano raggruppate, e i locali per la vita comune (chiesa, capitolo, refettorio) erano disposti intorno a un chiostro; vi erano anche una cucina e un edificio che poteva ospitare i fratelli che visitavano il monastero la domenica. Guibert precisa che apposite condutture portavano acqua corrente all'interno delle celle.
Presso l'insediamento superiore, chiuso in una valle stretta e coperta da boschi, non era possibile alcuna coltivazione né allevamento. Ogni sabato i fratelli salivano dall'insediamento inferiore a quello superiore per partecipare alla liturgia festiva e alla vita comunitaria, ricreando la tradizione dei villaggi eremitici del deserto della Palestina, alle origini del monachesimo cristiano.
La posizione del monastero superiore è oggi indicata da due cappelle costruite a distanza di un centinaio di metri l'una dall'altra: a valle quella di Notre-Dame de Casalibus (letteralmente: Nostra Signora delle Capanne, in riferimento alle casette che servivano da celle per i monaci), e a monte quella di San Bruno.
Notre-Dame de Casalibus fu costruita nel XV secolo, in posizione riparata dalle valanghe, mentre la cappella di San Bruno (inizialmente dedicata alla Vergine Maria) è appollaiata su una grande roccia e sembra essere stata costruita vicino al sito della prima certosa, che probabilmente si trovava sul pianoro adiacente. Ampio circa 80 metri e grossomodo pianeggiante, esso è un terreno insolito nella valle. Secondo ipotesi non verificabili, e in assenza di scavi archeologici, i blocchi rocciosi che vi sono disseminati potrebbero essere resti della valanga che distrusse il primo monastero.
Una cronaca dell'epoca, la Chronique Magister, racconta l'evento che ebbe luogo il 30 gennaio 1132:
Nel ventitreesimo anno del priorato di Guigues, una incredibile massa di neve rovinando verso valle con repentina impetuosità, portò via nel suo spaventoso turbine e seppellì sotto la sua immensa massa tutte le celle dei religiosi salvo una, e con esse sei monaci e un novizio.
Il termine di valanga con la quale è indicato questo drammatico avvenimento non deve ingannare: nessuna valanga avrebbe potuto giungere così in basso nella valle. Piccole frane sono molto frequenti in questo antico massiccio calcareo, e la "valanga" del 1132 deve essere stata una frana di fango e pietre che spinse avanti a sé una gran quantità di neve.

### Il monastero di Guigo I

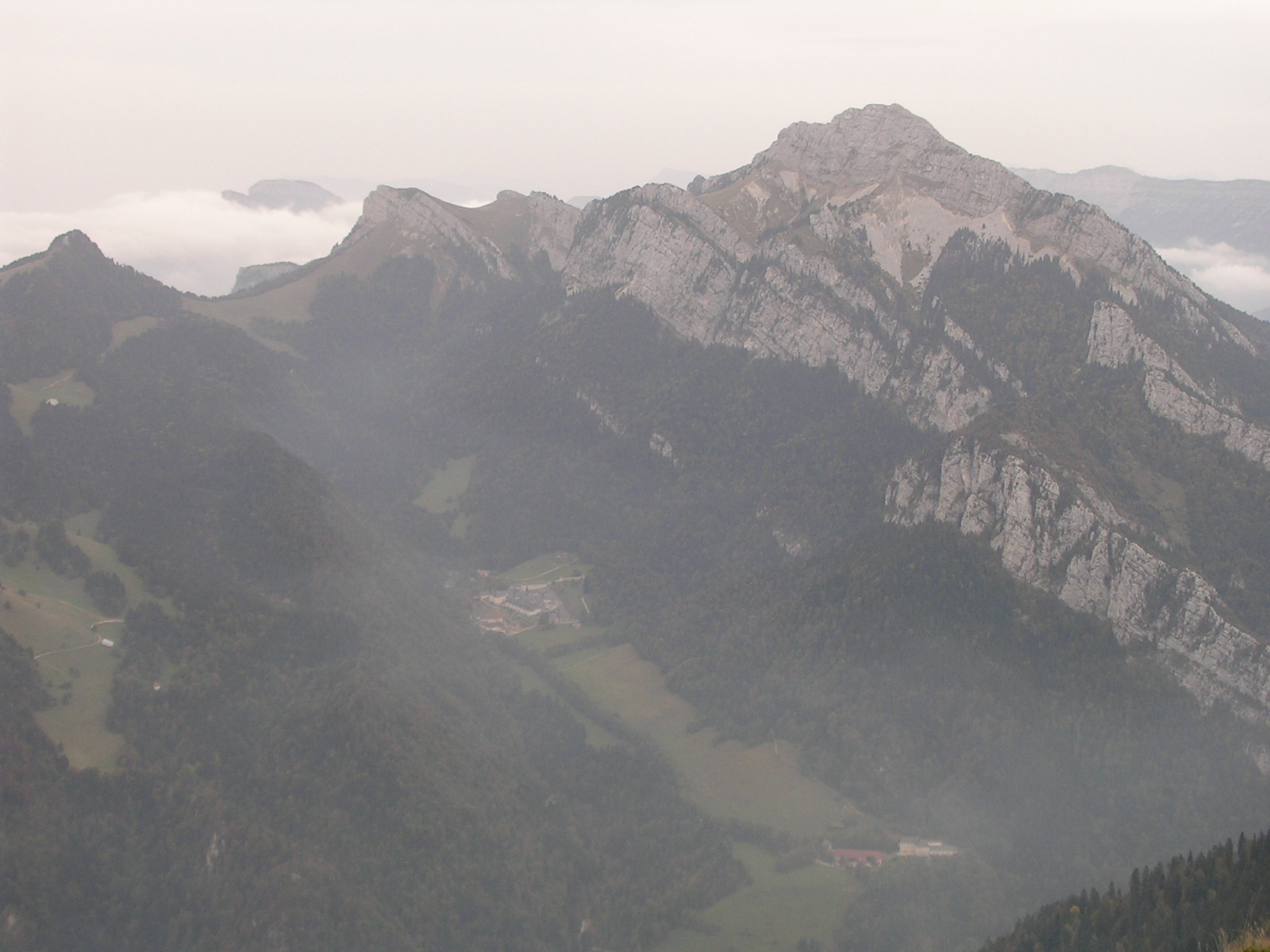
La Grande Chartreuse sulle pendici del Grand Som

I sopravvissuti alla catastrofe non potevano pensare di ricostruire nello stesso luogo. Guigues, quinto priore dell'ordine, scelse un nuovo sito due chilometri più in basso, situato tra due avvallamenti di terreno che avrebbero deviato qualunque caduta di rocce, sia a monte sia a valle del monastero. La scelta fu forse guidata anche da un'altra ragione. La posizione del primo monastero, descritta come "perfettamente protetta dal vento del nord e ben esposta a mezzogiorno", oggi sembra caratterizzata da un'estrema austerità. Anche in piena estate bisogna attendere la fine della mattina perché il sole si levi al di sopra del Grand Som, e fino agli anni 1990, la neve copriva il terreno fino al mese di maggio inoltrato, cioè circa un mese e mezzo più a lungo rispetto al luogo del monastero attuale. Tuttavia le condizioni climatiche del XX secolo non possono permettere di giudicare le ragioni dei monaci del XII secolo: nel medioevo il clima in Europa era molto meno rigido rispetto a oggi ("ottimo climatico medievale"). Alcune certose, come quella di Berthaud, sopravvivevano in ambienti ancora più difficili di quello della Grande Chartreuse. Comunque sia, la nuova posizione, più aperta e meglio soleggiata, era al riparo da frane e valanghe, e la maggior vicinanza all'insediamento inferiore facilitava la salita settimanale dei fratelli in ogni condizione atmosferica.
I lavori furono rapidi. In pietra furono costruiti solo la chiesa, oggi trasformata e circondata da molte altre costruzioni più recenti, e il capitolo, che possiede ancora la volta del XII secolo. Furono costruite una dozzina di celle in legno. La chiesa fu consacrata il 13 ottobre 1133 da un ex certosino, Ugo, successore del primo Ugo come vescovo di Grenoble.

### Incendi e saccheggi
Il monastero di Guigues durò poco meno di due secoli. Tra il 1320 e il 1676 il monastero subì otto incendi (non undici come talvolta si afferma):
- tra il 6 e l'11 maggio 1320, durante il capitolo generale, devastazione totale degli edifici per un incendio sviluppatosi da un caminetto nella foresteria;
- nell'estate del 1371, per un fuoco propagatosi accidentalmente da un caminetto;
- alla fine di ottobre 1473, per un incendio sviluppatosi da un caminetto nella foresteria;
- nel 1510;
- il 5 giugno 1562, quando, durante le guerre di religione, le truppe del barone di Adrets appiccarono il fuoco al convento;
- 31 ottobre 1592;
- 1611;
- 10 aprile 1676, quando il fuoco si propagò da un caminetto nell'alloggio del reverendo padre.

La scarsità di mezzi con cui combattere gli incendi, e soprattutto la particolarità regionale dei tetti coperti in essendolles (tavole o tegole di legno d'abete rosso, particolarmente combustibili) ogni volta causarono la distruzione quasi totale di tutto ciò che poteva bruciare.
Dopo l'incendio del 1676, Dom Innocent Le Masson ricostruì il monastero in base a un nuovo piano architettonico. Dal 1920 il complesso è classificato dallo stato francese come monumento storico.

### Soppressioni
Il monastero della Grande Chartreuse fu soppresso dalla Rivoluzione francese: il padre generale Dom Nicolas-Albergati de Geoffroy lo abbandonò il 17 ottobre 1792. Non soltanto la comunità della Grande Chartreuse non esisteva più, ma l'ordine dei certosini non aveva più nessuna casa in Francia. Il capitolo generale non poteva più riunirsi. In occasione della sua ultima seduta, esso aveva stabilito che in caso di dispersione della comunità il definitorio avrebbe eletto un vicario generale in attesa di tempi migliori. Ma in seguito, poiché il definitorio non poteva riunirsi, i successivi vicari generali designarono i loro segretari come successori in caso di decesso, soggetti a conferma della Santa Sede. Il 16 luglio 1816 l'allora vicario generale Dom Romuald Moissonier, professo della Grande Chartreuse ma allora priore di Part-Dieu in Svizzera, unica certosa sopravvissuta alla tempesta rivoluzionaria, rientrò alla Grande Chartreuse con alcuni religiosi per riprendervi la vita regolare.
Espulsa di nuovo il 29 aprile 1903 in seguito alla politica anticlericale della Terza Repubblica, la comunità trovò rifugio in Italia, alla certosa di Farneta (a Maggiano presso Lucca) e poté ricostituire la casa madre solo nel 1940. Il capitolo generale, dopo essersi tenuto eccezionalmente una volta alla certosa della Valsainte in Svizzera, continuò a riunirsi regolarmente a Farneta permettendo l'elezione regolare di due successori di Dom Michel Baglin, che aveva ottenuto la "misericordia" (cioè aveva rinunciato all'incarico) nel 1905.

### Ricostituzione e ultimi decenni
Nel maggio 1940, quando l'Italia stava per entrare in guerra contro la Francia, il console francese a Livorno consigliò al padre generale e ai monaci francesi di rientrare in patria. Nella difficile situazione causata dalla disfatta francese, il padre generale Dom Ferdinand Vidal e gli altri monaci poterono stabilirsi provvisoriamente a Orgeoise, nel villaggio di Voiron, dove vivevano alcuni fratelli che si occupavano della produzione del liquore certosino. Dopo aver tentato invano di contattare il governo francese riparato a Bordeaux per avere l'autorizzazione a rientrare alla Grande Chartreuse, Dom Vidal inviò alcuni religiosi a rioccupare il monastero prima che vi giungessero le truppe tedesche. I primi padri lo raggiunsero il 29 maggio. Nonostante la contrarietà del prefetto dell'Isère, il sindaco di Saint-Pierre-de-Chartreuse requisì il monastero "per ospitarvi rifugiati". Il 9 giugno il ministro dell'interno Georges Mandel regolarizzò la situazione. Il 10 giugno l'Italia dichiarò guerra alla Francia. Il 21 giugno, il giorno dopo l'annuncio dell'armistizio, tre padri ripresero ufficialmente possesso degli edifici.

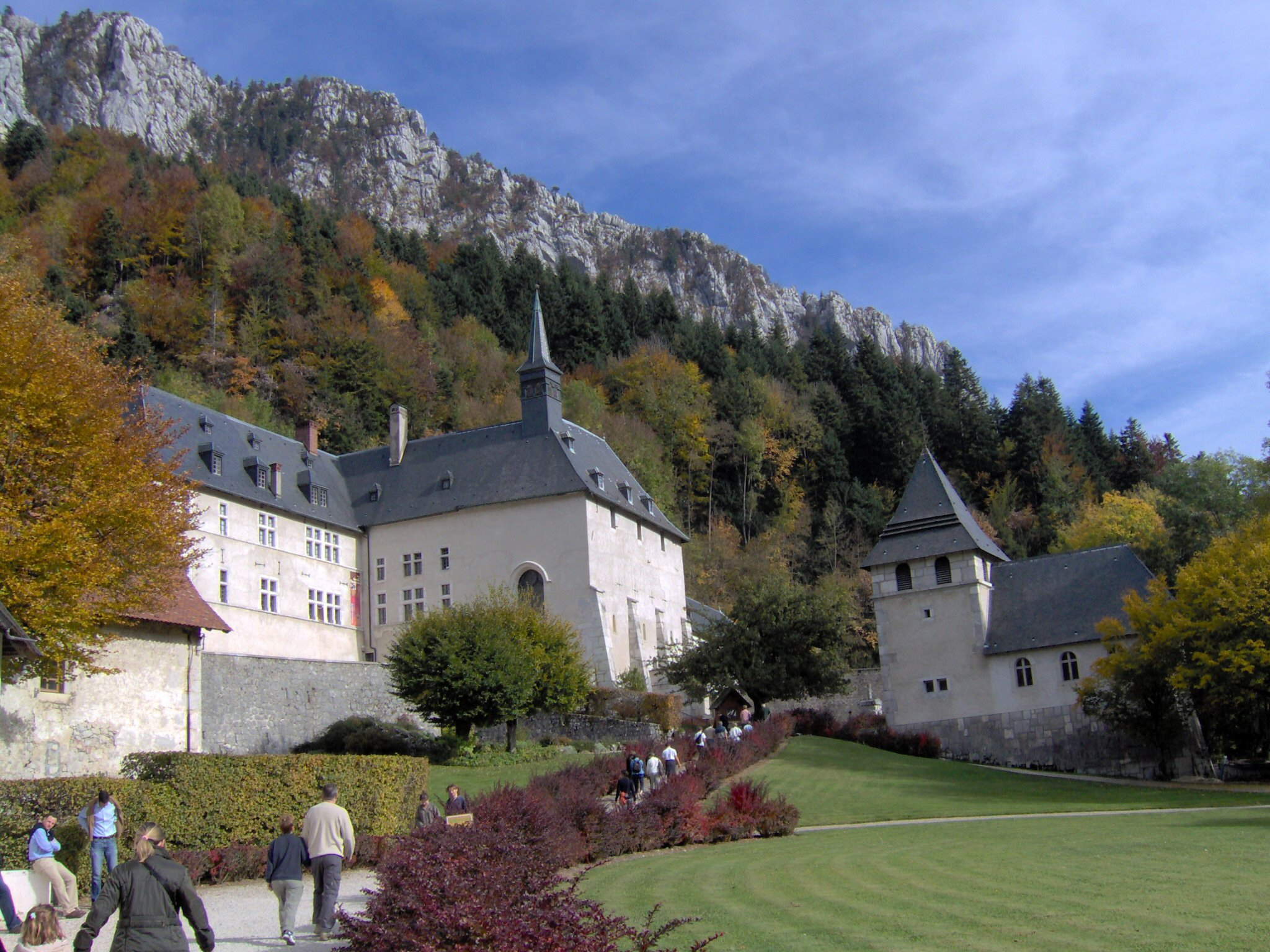
La Correrie

L'orientamento del nuovo governo, favorevole alla Chiesa cattolica, creò una situazione favorevole. Una legge del governo di Vichy del 21 febbraio 1941 concesse ai certosini il riconoscimento legale. In questi anni difficili, la comunità aprì le porte a ebrei e perseguitati. Una convenzione dell'11 marzo 1941 tra la Grande Chartreuse e l'amministrazione delle Belle Arti permise un rapido restauro degli edifici. La comunità continua tuttora ad affittare gli edifici dallo stato francese, con un canone modico e l'addebito della manutenzione corrente. A partire dal 1947 alla Grande Chartreuse si riunisce di nuovo ogni due anni il capitolo generale dell'ordine.
Nei due decenni seguiti alla seconda guerra mondiale lo sviluppo del turismo e della rete stradale furono causa di sempre maggiore disturbo. I superiori presero in considerazione l'idea di trasferire l'intera comunità in un luogo più isolato. Infine ottennero che il monastero fosse classificato come sito storico e naturale, sul quale era proibito il sorvolo con mezzi aerei e la circolazione di mezzi a motore. Alla Correrie, qualche chilometro più a valle, nel 1957 fu creato un museo che ricostruisce per i turisti il modo di vita certosino. La flotta di automobili si ferma laggiù, a un chilometro e mezzo dal monastero, e ciò permette ai certosini di vivere nella solitudine che essi considerano conforme alla loro vocazione. Essi sperano che così il luogo continui ad essere un "deserto" immerso nel silenzio, ora ufficialmente protetto dai pubblici poteri.

## Colpo d'occhio sul monastero

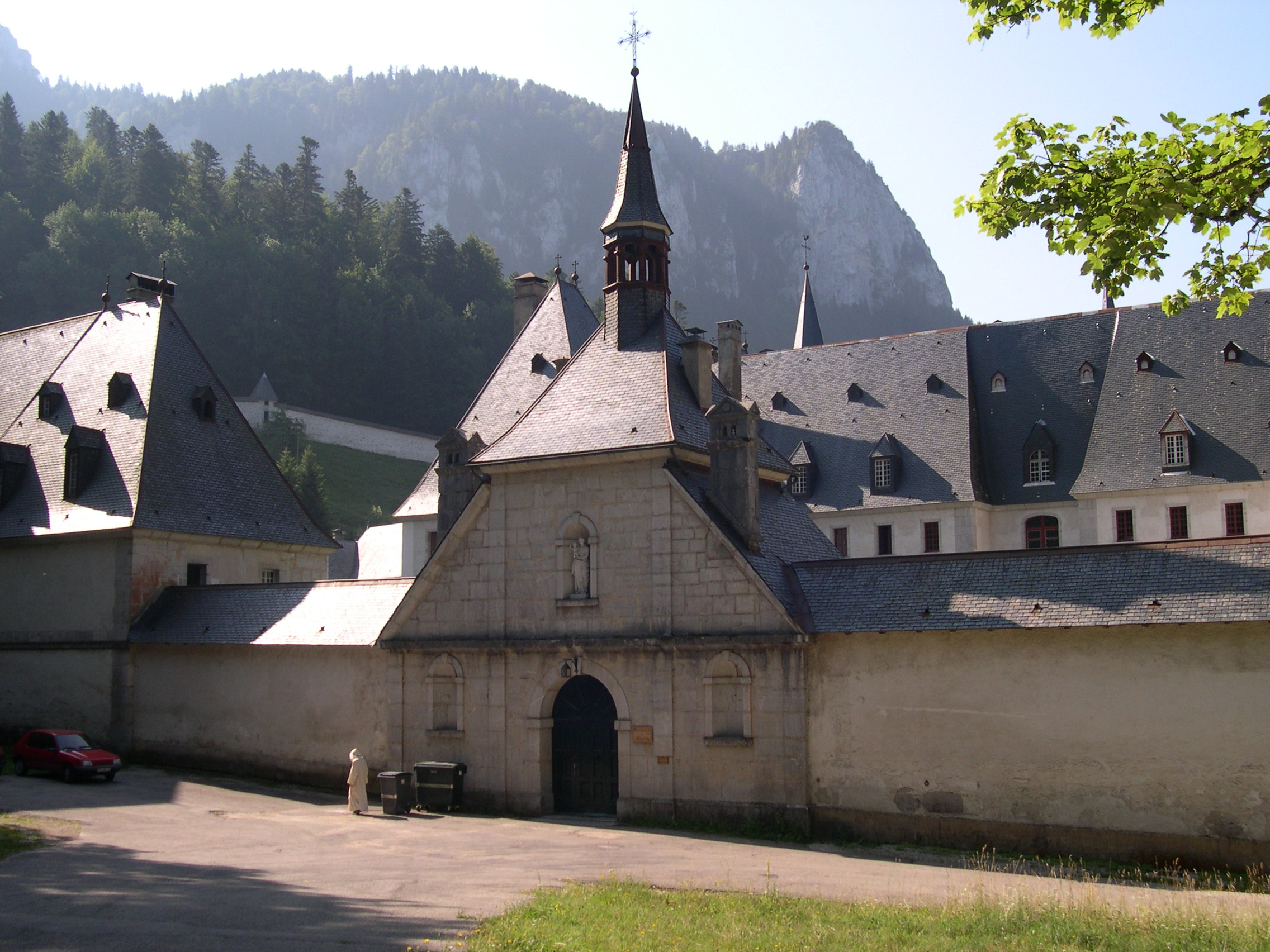
Ingresso principale al monastero

Aiutandosi con una vista generale e una pianta si possono identificare i diversi edifici riuniti nella cittadella monastica.
A sinistra, verso nord, si erge la cappella esterna dedicata a Notre-Dame de la Salette; solidamente assisa su grandi contrafforti, essa domina l'ingresso al monastero. Al di là, verso est, si scorge un vasto complesso di edifici risalenti anch'essi al XIX secolo: è la vecchia lavanderia, che ora ospita le celle dei fratelli. Una ventina di metri a destra del portale d'ingresso un'altra cappella, detta della Resurrezione, è aperta al pubblico.
In primo piano a sinistra, sul cortile d'onore, una costruzione imponente attrae l'attenzione. Con le sue quattro massicce ali in pietra, essa è la foresteria in cui vengono ospitati i priori certosini durante i capitoli generali. I sette padiglioni a due piani che si allineano accanto sono occupati dalle celle dei monaci che si occupano dell'amministrazione dell'ordine e del monastero: procuratore, scriba (segretario del Padre Generale, con funzioni analoghe a quelle di un cancelliere), sotto-procuratore, ecc. L'ultimo padiglione, un po' più grande degli altri, è abitato dal Padre Generale. Questi edifici sono collegati da tre passaggi sovrapposti: un corridoio parzialmente interrato; sopra di esso il "chiostro degli ufficiali"; e al piano superiore la "galleria delle Carte" (che raccoglie dipinti raffiguranti conventi certosini). La struttura di questo gruppo di edifici si deve a Dom Le Masson.
Sul lato posteriore è visibile un grande rettangolo allungato. Esso è affiancato lungo il suo perimetro da piccoli edifici disposti a intervalli regolari, di cui di solito solo il tetto è visibile. Questo è il grande chiostro con le 35 celle dei monaci, parte essenziale e caratteristica della certosa.
I porticati del chiostro misurano 216 metri in direzione nord-sud e 23 metri da est a ovest, disegnando un quadrilatero di 478 metri di perimetro. La parte settentrionale, a sinistra, è la più antica: il vecchio chiostro gotico del XIV secolo, le cui fondamenta risalgono al XII secolo. La parte meridionale risale invece al XVI secolo. I lati lunghi del chiostro sono collegati da due bracci trasversali che limitano un cortile interno che contiene il cimitero. Il braccio di sinistra fiancheggia la cappella dei Morti, quello di sinistra passa sotto la biblioteca. Di solito i monaci si muovono nel chiostro soltanto per andare o tornare dalla chiesa; vi regna sempre un profondo silenzio.
Diverse altre costruzioni, disposte parallelamente alla foresteria, si trovano tra il chiostro grande e il chiostro degli ufficiali. Esse sono, da sinistra a destra:
- la chiesa con i suoi due campanili: restaurata nel 1878, essa non ha alcuna caratteristica particolare salvo quella dell'austerità e un elegante pavimento con parquet a losanghe, del tipo esistente in molte altre case dell'ordine fino alle ristrutturazioni postconciliari. In seguito ai cambiamenti decisi dal concilio Vaticano II, il santuario (corrispondente al coro delle chiese secolari) ha subìto molte modifiche, alcune richieste dalla riforma liturgica (altare staccato dalle pareti), altre caratteristiche delle modalità estetiche e devozionali dell'epoca (aggiunta di icone, decorazione del tabernacolo, eliminazione di quattro candelieri e di dipinti), ma il coro dei monaci e dei fratelli non ha potuto essere modificato. Il coro dei Padri contiene 52 stalli in noce che hanno sostituito quelli originari, dispersi in epoca rivoluzionaria tra diverse chiese di Grenoble.
- il piccolo chiostro (a destra della chiesa) fiancheggiato su un lato dalla pittoresca torre dell'orologio, risalente al XV secolo.
- il refettorio, sul lato sud del chiostro; risale al XIV secolo, e fu restaurato nel XV. Al piano superiore si trova la grande sala del capitolo generale, ornata da una statua di san Bruno e da ritratti dei priori della Grande Chartreuse, da san Bruno a Dom Le Masson.
- la cucina, a destra del refettorio; parte della costruzione risale al XIV secolo.
- all'estremità del chiostro degli ufficiali, la cella del Padre Generale è collegata al chiostro grande da un corridoio che sbocca vicino alla cappella di san Luigi, di cui si distingue facilmente la guglia.

In basso a destra in pianta si trova un vasto insieme di costruzioni raggruppate intorno a un cortile. Si tratta delle "obbedienze": mulino, rimessa, stalle, falegnameria, fucina, ecc. Si è avuta cura di collocarle lontano dal chiostro per non turbare il silenzio e il raccoglimento dei monaci solitari nelle loro celle.

## Vita economica
Alle origini la comunità si sostentava con l'allevamento ovino e la coltivazione di legumi e cereali poveri. A lungo i monaci furono riluttanti ad accettare doni dall'esterno. A partire dal XII secolo, lo sfruttamento diretto o indiretto di miniere di ferro, in particolare al col de Bovinant, permise ai certosini di sviluppare un'attività metallurgica che durò fino alla rivoluzione e provocò qualche contrasto con il duca d'Entremont che voleva impadronirsi delle miniere.
A partire dal XIX secolo il successo del liquore prodotto nel monastero assicurò alla comunità, e poi all'intero ordine, ricavi rilevanti.